# Política Nacional de Informática

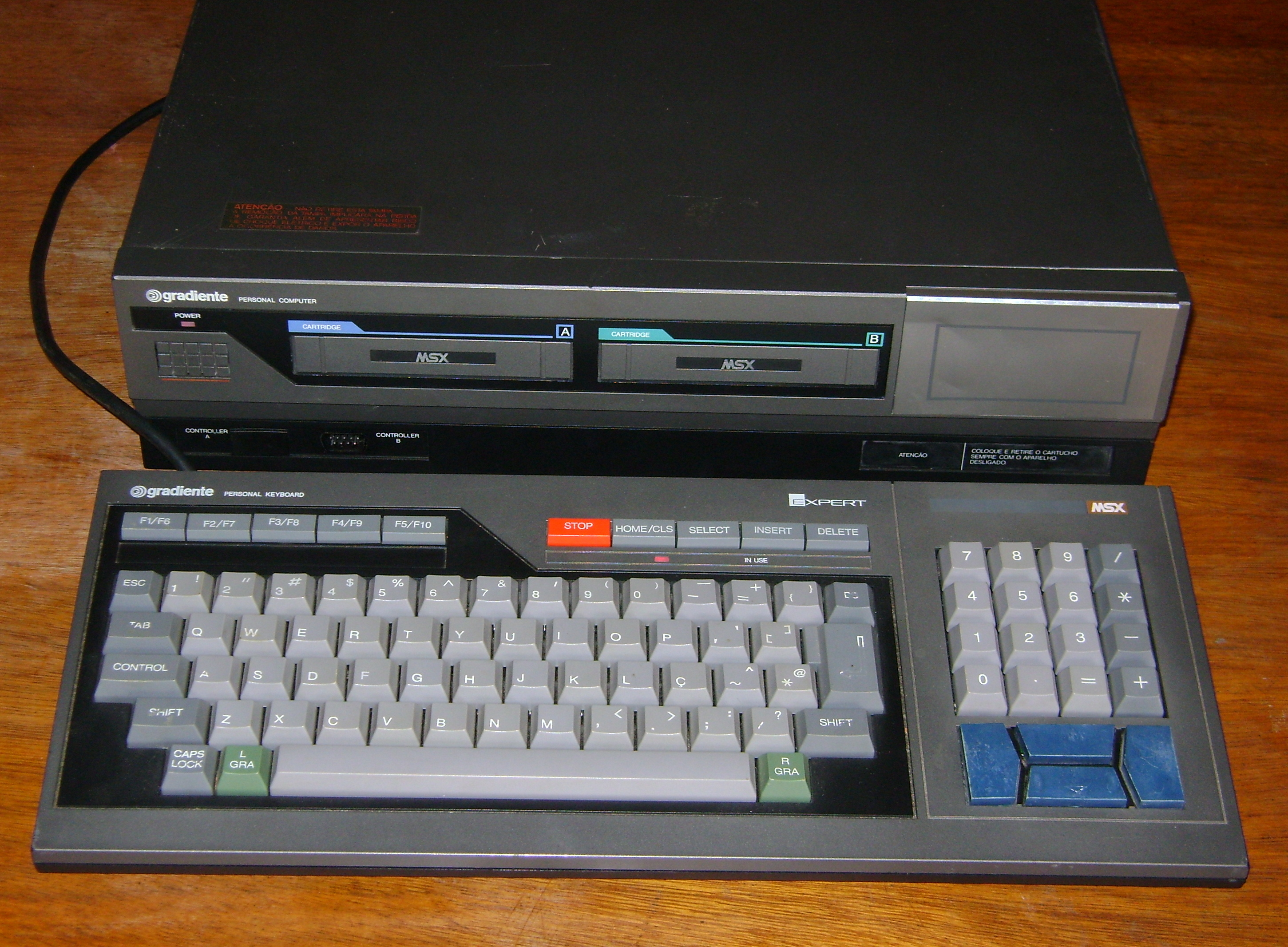
Computador Gradiente Expert XP-800, lançado em 1 de dezembro de 1985.

A Política Nacional de Informática (PNI), Lei n.º 7.232, foi aprovada em 29 de outubro de 1984 pelo Congresso Nacional, com prazo de vigência previamente estabelecido em 8 anos e visando a estimular o desenvolvimento da indústria de informática no Brasil através do estabelecimento de uma reserva de mercado para as empresas de capital nacional.

## Histórico
A ideia de instituir uma reserva de mercado para fabricantes nacionais de produtos de informática começou a tomar forma na primeira metade da década de 1970, durante a vigência do Regime Militar, dentro do espírito vigente de "Brasil Grande Potência". A justificativa é que, protegidas da concorrência com as multinacionais do setor (IBM, Burroughs, HP, Olivetti etc), os fabricantes brasileiros poderiam desenvolver uma tecnologia genuinamente nacional e estariam plenamente aptos para competir em pé de igualdade com suas concorrentes estrangeiras quando a reserva de mercado terminasse.
Os defensores da medida alegavam ainda que o protecionismo havia surtido efeito em outras circunstâncias históricas, citando como exemplos o caso do Japão e dos Estados Unidos da América. Todavia, para a implementação das medidas de execução da futura Lei de Informática, o governo federal criou um órgão, a SEI  (Secretaria Especial de Informática), controlado por coronéis ligados ao Serviço Nacional de Informações, algo que despertou protestos por parte dos segmentos mais liberais da classe empresarial.
Todavia, quando de sua implantação, a Lei de Informática recebeu o apoio entusiástico de entidades ligadas ao setor, como a ABICOMP (associação dos fabricantes nacionais de computadores), a Sociedade Brasileira de Computação (entidade representante dos professores universitários de informática) e a APPD (associação sindical "oficiosa" dos técnicos de processamento de dados). Graças a um trabalho de "lobby" das referidas entidades, muitos setores da sociedade civil acolheram com simpatia a Reserva de Mercado.
No congresso, a medida recebeu apoios entusiásticos de Severo Gomes e Cristina Tavares, tendo enfrentado a oposição de Roberto Campos, que denunciou os potenciais efeitos danosos da medida protecionista. Campos entrou como uma ação de declaração de inconstitucionalidade no Supremo contra a lei, mas a petição foi considerada inepta, tendo como base o parecer contrário do então procurador-geral da república, Sepúlveda Pertence, na Representação 1349.

## Retaliação estadunidense
Em 13 de novembro de 1987, o então presidente dos Estados Unidos, Ronald Reagan, declarou uma série de sanções comerciais ao Brasil como resposta à pratica protecionista da Política Nacional de Informática. Na ocasião, Reagan anunciou o aumento das taxas de importação de produtos vindos do Brasil, bem como a total proibição da importação de determinados produtos do setor de informática. O objetivo com a medida, segundo o presidente, seria o de obter uma compensação pelo prejuízo causado às empresas estadunidenses em decorrência da política brasileira, estimado em 105 milhões de dólares (o que equivaleria a aproximadamente 233 milhões de dólares, em valores corrigidos em 2018).

## Grupo brasileiro Sharp
O empresário Matias Machline obteve em 1965 autorização para o uso da marca Sharp no Brasil. A multinacional japonesa (Sharp Corporation) não possuía relação com o grupo que usava a marca no Brasil. Matias Machline construiu um império que abrigou cerca de 30 empresas em um mercado fechado à competição internacional. O grande salto aconteceu em 1972, quando se tornou um dos pioneiros na fabricação de eletroeletrônicos na Zona Franca de Manaus. Contou com o apoio do Ministro das Comunicações Hygino Caetano Corsetti.
Com a Política Nacional de Informática (PNI), a Sid Informática, criada em 1978 a partir do consórcio formado pela Sharp (do Brasil), Grupo Inepar e Dataserv, se transformou em uma das líderes na fabricação de microcomputadores e chegou a ter 25% do mercado brasileiro de terminais bancários.
Em 1990, com a abertura de mercado, a Sharp (do Brasil) mergulhou em uma longa crise. Em 1994 Matias Machline morreu em um acidente de helicóptero. Com o pedido de concordata em 2000, a Sharp Corporation (com sede no Japão) disputou o uso da marca no Brasil. Em 2002 a Sharp (do Brasil) teve sua falência decretada.

## Brasilinvest Informática e Telecomunicações (BIT)
A década de 1980 começou com mudanças drásticas na política brasileira, tendo como diretrizes o controle da inflação e o déficit no balanço de pagamentos. Em 1983 a NEC Brasil ponderou as contínuas resoluções do governo brasileiro de proteção às indústrias locais. A importação de produtos industrializados foi proibida e foram exigidos índices crescentes de nacionalização dos produtos fabricados no país. Para se adequar às medidas governamentais, o grupo, por meio de uma joint-venture, transferiu o controle acionário da NEC Brasil para a Brasilinvest Informática e Telecomunicações (BIT) e Mário Garnero passou a exercer o cargo de presidente do Conselho de Administração da NEC Brasil.
Em 1985 o Banco Central do Brasil liquidou a Brasilinvest. As irregularidades constatadas levaram o então ministro da Fazenda, Francisco Dornelles, a solicitar a prisão preventiva de Mário Garnero. O Ministro das Comunicações Antônio Carlos Magalhães suspendeu o pagamento de uma dívida de US$ 30 milhões de um contrato de fornecimento de equipamentos já entregues pela NEC Brasil à Telebrás. A transferência do controle acionário da NEC Brasil do empresário Mário Garnero ao jornalista Roberto Marinho foi consumada em outubro de 1986. Com o fim das empresas do Grupo Telebrás a NEC Brasil encerrou a sociedade com as Organizações Globo.

## Críticas
A reserva de mercado foi vítima de inúmeras críticas, dentro e fora do país. Os críticos brasileiros apontavam o surgimento de mais um "cartel" na economia nacional e a penalização dos consumidores, obrigados a adquirir equipamentos obsoletos, de qualidade inferior e por preços exorbitantes. No plano internacional, denunciavam-se as contínuas quebras de patentes e violações de propriedade intelectual cometidas por empresas brasileiras sob a proteção da lei, bem como a impossibilidade de concorrência justa, pois empresas estrangeiras (com raríssimas exceções) sequer podiam vender seus produtos no país.
Os aspectos negativos da implantação da PNI incluem:
- Perda de liberdade de escolha para os consumidores.
- Falta de visão estratégica.
  - Ausência de sinergia com as demais indústrias do setor eletro-eletrônico e com as universidades para a criação de novos produtos;
  - Não desenvolvimento da indústria de microeletrônica;
  - Falta de investimentos no desenvolvimento de softwares;
  - Sub-utilização dos diversos incentivos previstos em lei.
- Ausência de uma política de exportações.
- Subestimação do ritmo das mudanças tecnológicas na indústria eletrônica.
- Estímulo rubreptício ao contrabando.
- Facilitação do surgimento de empresários "rent-seekers" (aproveitadores com boas relações governamentais).

## Aspectos positivos da implantação segundo os seus defensores
- Crescimento rápido da indústria de informática nos anos 1980 (contrastando com a estagnação que atingiu o restante da indústria de transformação na chamada  "década perdida");
- Presença maciça de empresas nacionais;
- Criação de empregos diretos em número substancial (cerca de 70 mil até 1989, dos quais  34% para profissionais de nível superior);
- Nível de gastos em P&D superior à média da indústria de transformação (cerca de 5%  da receita líquida).

Uma nova lei de informática foi aprovada pelo Congresso em 1991, alterando o conceito de empresa nacional para atrair o capital estrangeiro e criando novos incentivos fiscais. O fim da reserva de mercado, contudo, foi mantido e expirou conforme previsto, em Outubro de 1992.